# Pardosa mackenziana
Pardosa mackenziana är en spindelart som först beskrevs av Eugen von Keyserling 1877.  Pardosa mackenziana ingår i släktet Pardosa och familjen vargspindlar. Inga underarter finns listade i Catalogue of Life.